# Franklin Archibold
Franklin Erasmo Archibold Castillo (David, 24 de agosto de 1997) es un ciclista panameño.

## Palmarés
| 2016 - 3.º en el Campeonato de Panamá en Ruta - 1 etapa de la Vuelta a Panamá 2017 - Campeonato de Panamá Contrarreloj - 3.º en el Campeonato de Panamá en Ruta - 3 etapas de la Vuelta a Panamá - 1 etapa de la Vuelta a Chiriquí 2018 - Campeonato de Panamá Contrarreloj 2019 - Vuelta a Chiriquí, más 3 etapas 2020 - 2.º en el Campeonato de Panamá Contrarreloj - 2.º en el Campeonato Centroamericano en Ruta - 2.º en el Campeonato Centroamericano Contrarreloj - 1 etapa de la Vuelta a Chiriquí 2021 - Campeonato de Panamá en Ruta - Campeonato Centroamericano en Contrarreloj - Vuelta a Panamá, más 4 etapas - 2.º en el Campeonato de Panamá Contrarreloj - 3.º en el Campeonato Panamericano Contrarreloj - 3.º en el Campeonato Centroamericano en Ruta | 2022 - 1 etapa de la Vuelta a Costa Rica - 1 etapa de la Vuelta a Chiriquí - 2 etapas de la Vuelta a Guatemala - Campeonato de Panamá Contrarreloj - Campeonato Centroamericano Contrarreloj 2023 - 2.º en el Campeonato de Panamá Contrarreloj - 2.º en el Campeonato de Panamá en Ruta 2024 - Campeonato de Panamá Contrarreloj - Campeonato de Panamá en Ruta - 2.º en el Campeonato Panamericano Contrarreloj - Campeonato Centroamericano Contrarreloj - Campeonato Centroamericano en Ruta 2025 - 2.º en el Campeonato de Panamá Contrarreloj - 3.º en el Campeonato de Panamá en Ruta - 2.º en el Campeonato Centroamericano Contrarreloj - Campeonato Centroamericano en Ruta |